# Salwa Bahri
Salwa Bahri – miejscowość w Egipcie, w muhafazie Asuan. W 2006 roku liczyła 14 592 mieszkańców.